# Vinaixa
Vinaixa és un municipi situat a l'est de la comarca de les Garrigues, a la província de Lleida, tot i que geogràficament es pot enquadrar dins la dorsal segarrenca. El nucli urbà s'ordena al voltant de l'antic castell i en l'aparença dels edificis hi predomina la pedra. Disposa d'un vedat de caça i la indústria de la pedra ha estat l'activitat econòmica principal en anys. En el seu terme municipal hi ha nombrosos boscos de pins.

## Geografia
- Llista de topònims de Vinaixa (Orografia: muntanyes, serres, collades, indrets..; hidrografia: rius, fonts...; edificis: cases, masies, esglésies, etc).

Vinaixa és un municipi situat al sector sud-oriental de la comarca de les Garrigues, en una zona alta, al límit amb la Conca de Barberà i en la línia de comunicacions històrica de la costa amb l'interior. El terme té una superfície de 37,60 quilòmetres quadrats, i s'estén en forma de rectangle. Limita amb Vimbodí i Poblet (SE), Vallclara (S), el Vilosell (SO), l'Albi (O), les Borges Blanques i la Floresta (NO), els Omellons (N), l'Espluga Calba (NE), Fulleda i Tarrés (E). El nucli de població es troba a la meitat sud del terme, a 480,90 metres sobre el nivell del mar.
S'hi pot accedir per la carretera N-240 i també per l'autopista AP-2, amb sortida a l'Albi (sortida 8: L'Albi - Vinaixa). Té connexió, a través de carreteres locals i camins arreglats, amb pobles veïns. Hi ha estació de ferrocarril (Lleida - Barcelona | Barcelona - Lleida) i parada d'autobús (Lleida - Tarragona | Tarragona - Lleida).
El municipi s'assenta sobre terrals d'origen oligocènic. Hi ha diverses serralades que travessen el terme de nord a sud (Serra dels Barrils, Serra Mitjana, Serra de les Solanes), que faciliten l'existència de depressions (Fondo dels Barrils, Fondo de Coma Timons, Fondo Major, Fondo de les Sivines). Els punts més alts del terme són la Punta del Puig (570 metres), al nord, i la Punta dels Ràfols (675 metres), a l'est.
El clima és mediterrani continental, propi de la Depressió de l'Ebre.

## Història

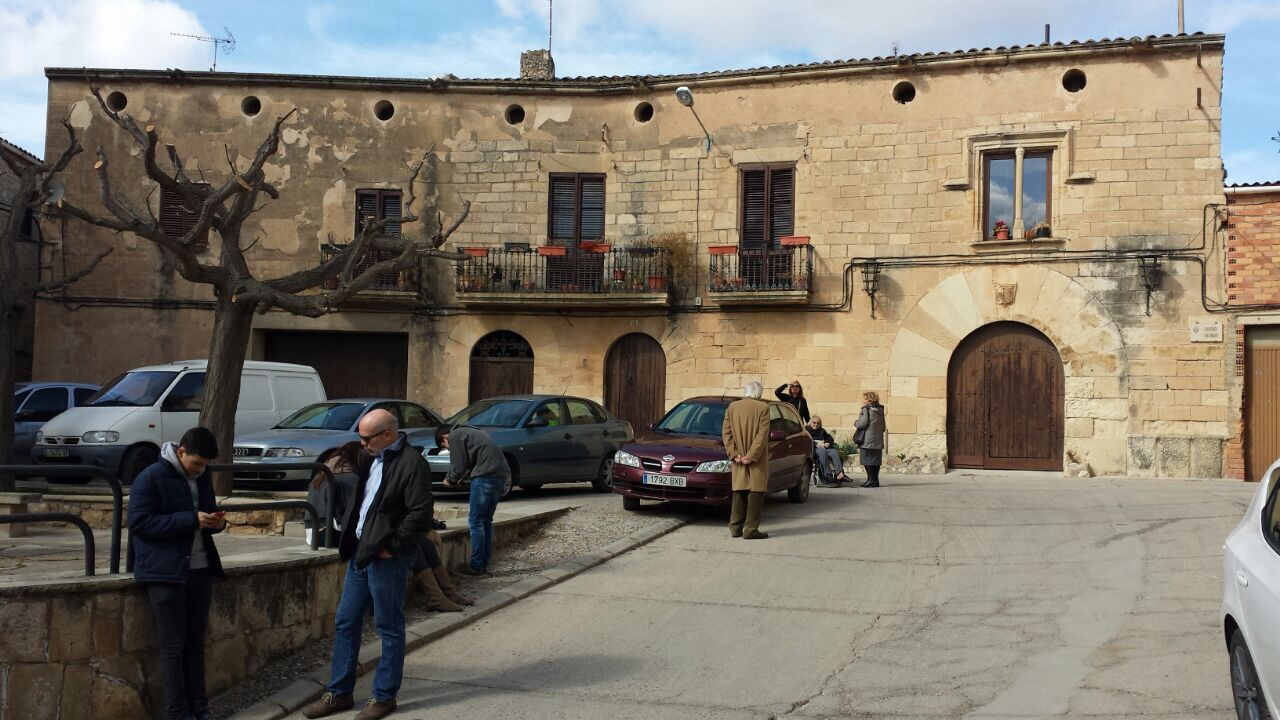
Casa Tarragó, mur de l'antic Castell de Vinaixa

El nucli de Vinaixa sorgeix en el segle viii, a partir d'un enclavament àrab al voltant d'un castell. Al segle xii, el poble s'anomenava Avinaixa (de l'àrab, Ibn Aisa 'fill d'Aixa'). El Castell de Vinaixa (Cal Tarragó) se situa al punt més elevat de la vila (482 metres), al carrer del Calvari. És un antic guistan àrab (segle viii) amb honors de castell, al voltant del qual s'ordenà el poblat de Beni-Aixa, del qual pren el nom el municipi de Vinaixa, i fa referència a la família propietària dels béns i les terres de la zona a l'època àrab. Actualment, és de propietat particular.
Amb l'avanç dels cristians, el nucli fou repoblat per Ramon Berenguer IV, el qual va atorgar carta de poblament al segle xii a gent de Tàrrega. Berenguer de Puigverd va concedir diversos instruments a favor del Monestir de Poblet, que en el segle xiii va adquirir la jurisdicció total. La Casa de Poblet ("Cal Panxa") és una antiga propietat dels capellans de Poblet, que havia estat durant uns segles un lloc on es recaptaven impostos pel Monestir de Poblet. Preserva el segell de l'abat Copons a l'arc de la portalada i a l'interior de la casa es troben tres arcs d'estil gòtic.

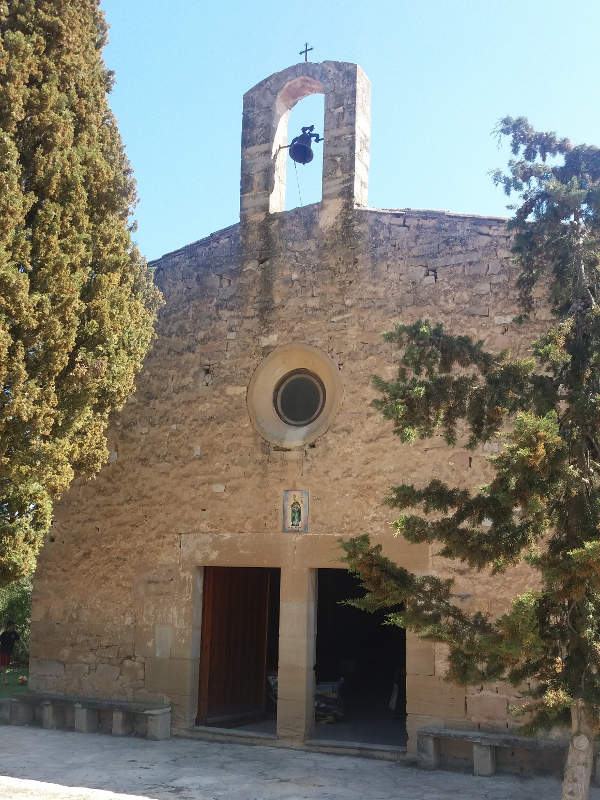
Ermita de Sant Bonifaci

L'ermita de Sant Bonifaci està situada a 6,5 km del nucli urbà. Està dedicada a sant Bonifaci, al qual Vinaixa professa una gran devoció. Sembla que l'ermita ja estava construïda al segle xiv, però no posseí la relíquia del sant fins al 13 de maig de 1682.

## Demografia
L'any 1920, Vinaixa va arribar al punt demogràfic més elevat de la seva història, amb 1.123 habitants. Des de llavors, s'ha anat despoblant fins a perdre la meitat dels seus residents.
| 1497 f | 1515 f | 1553 f | 1717 | 1787 | 1857 | 1877  | 1887  | 1900  | 1910  |
| ------ | ------ | ------ | ---- | ---- | ---- | ----- | ----- | ----- | ----- |
| -      | -      | 55     | 142  | 423  | 955  | 1.000 | 1.037 | 1.103 | 1.104 |

| 1920  | 1930  | 1940 | 1950 | 1960 | 1970 | 1981 | 1990 | 1992 | 1994 |
| ----- | ----- | ---- | ---- | ---- | ---- | ---- | ---- | ---- | ---- |
| 1.123 | 1.067 | 944  | 955  | 867  | 791  | 732  | 722  | 728  | 728  |

| 1996 | 1998 | 2000 | 2002 | 2004 | 2006 | 2008 | 2010 | 2012 | 2014 |
| ---- | ---- | ---- | ---- | ---- | ---- | ---- | ---- | ---- | ---- |
| 650  | 639  | 627  | 618  | 586  | 604  | 602  | 609  | 572  | 546  |

| 2016 | 2018 | 2020 | 2022 | 2024 | 2026 | 2028 | 2030 | 2032 | 2034 |
| ---- | ---- | ---- | ---- | ---- | ---- | ---- | ---- | ---- | ---- |
| 499  | 482  | 450  | 465  | 450  | -    | -    | -    | -    | -    |

## Economia
Fins fa no gaire, la indústria de la pedra era l'activitat econòmica principal, amb denominació d'origen Pedra Sorrenca Floresta-Vinaixa. La serra que s'allarga des de la Floresta, prop de les Borges Blanques, fins a Tarrés i que aplega els pobles dels Omellons, l'Espluga Calba i Fulleda, disposa d'una de les pedres de més qualitat per als treballs de construcció o decoració. Moltes empreses familiars elaboren pedra, marbre i granit per a la construcció, i altres es dediquen a l'extracció i l'elaboració de pedra natural.

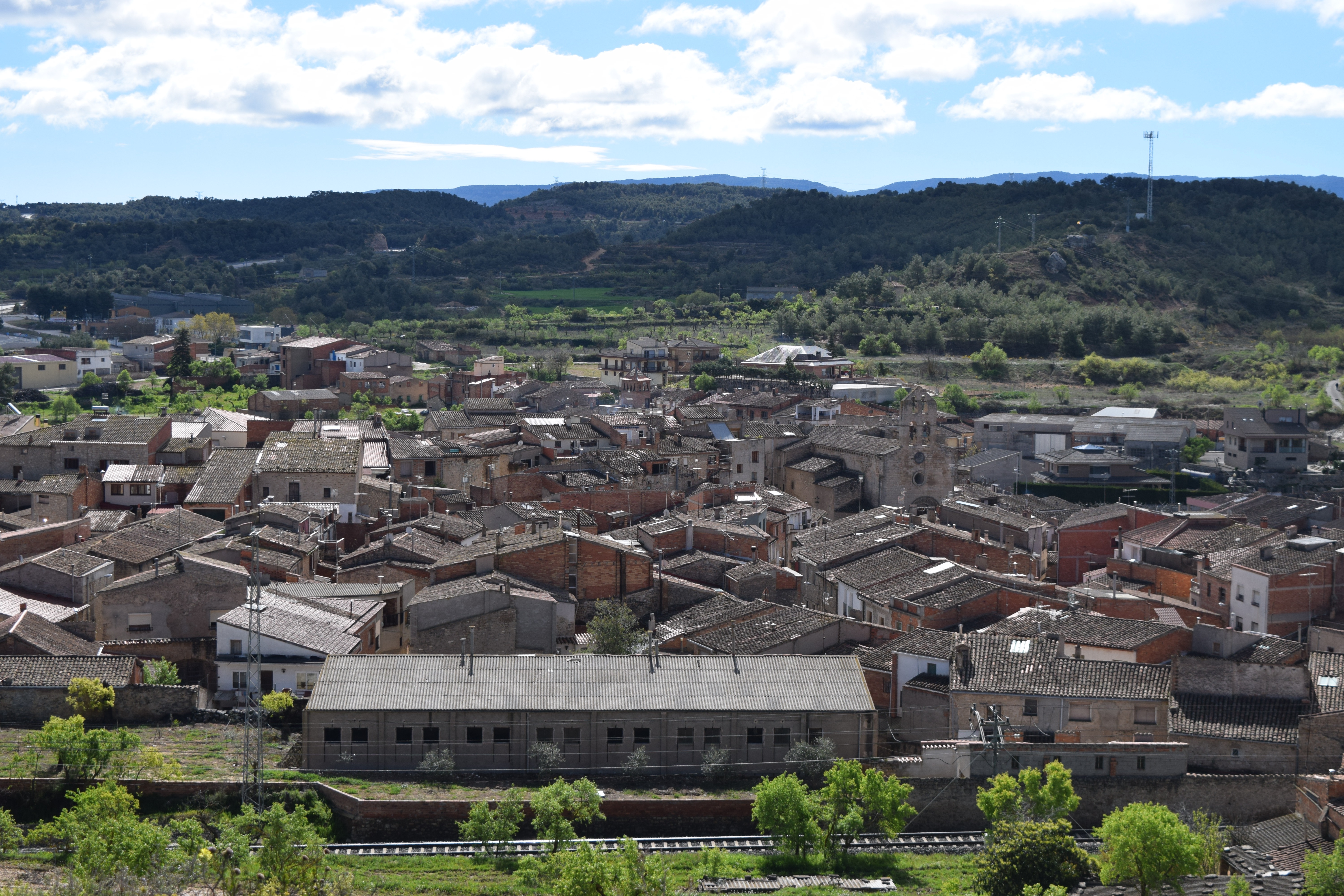
Vista de Vinaixa des de l'antic camp de futbol

Actualment, però, l'agricultura, amb els conreus d'oliveres, vinya i ametllers, s'ha convertit en la primera activitat econòmica del poble. Té una cooperativa on s'elabora oli d'oliva verge.

## Llocs d'interès
- Ajuntament. Situat a la plaça dels Arbres, fou l'antic cementiri fins a la construcció de la carretera l'any 1840.
- Casa de Poblet. Edifici administratiu on es recaptaven els delmes, feta construir per l'Abat Copons (1316-1348), del Monestir de Poblet. Recentment s'ha restaurat i rehabilitat tornant a l'estat original del segle xix. És un gran casal estructurat en planta baixa i planta pis. L’entrada és un gran arc de mig punt amb dovelles escairades deixades a la vista. A la clau hi ha gravat, un calze, escut heràldic de l’abat Copons de Poblet; a la part del darrere es repeteix la finestra amb els arcs en forma de trèvol. La coberta és de teula àrab, amb un embigat de fusta. Destaquen tres arcades gòtiques a l’interior de l’habitatge.
- Ermita de Sant Bonifaci. A 6,5 km del nucli urbà, és d'estructura gòtica i reformada posteriorment. Sembla que al segle xiv ja estava construïda.[2]
- Església de Sant Joan Baptista. Construïda entre 1301 i 1318, pertany al període de transició del romànic al gòtic dins el característic estil de l'anomenada "escola lleidatana". Té una sola nau central i capelles laterals. La portalada, l'element més notable, és formada per tres arquivoltes en degradació que presenten un tipus d'ornamentació amb puntes de diamant. Els capitells tenen motius vegetals i té un campanar d'espadanya amb quatre campanes.[2]
- Castell de Vinaixa (Cal Tarragó), documentat el 1151.[2] Casa d'una família important del poble, de la qual només en queda l'escalinata i la façana del Palau senyorial que fou. Disposava d'un molí d'oli propi als baixos de l'edifici.

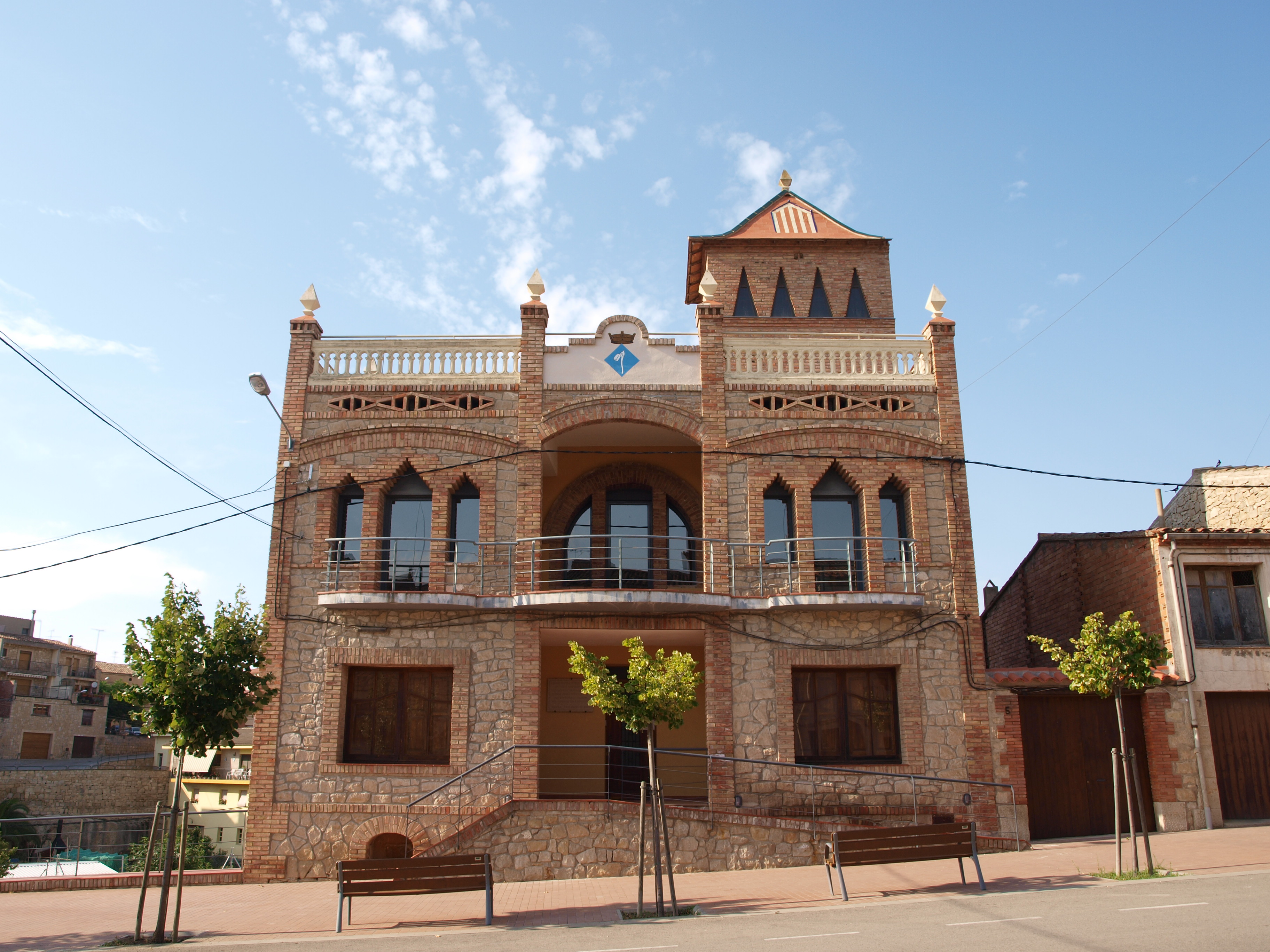
Centre Cívic Cal Blanco

- Cal Blanco. Edifici construït durant la Segona República, té reminiscències modernistes. Ara és el centre cívic, amb un centre de serveis i la biblioteca Màrius Torres.
- Carrer del Forn. Carrer que va des del portal del Forn fins a l'església el qual està decorat amb plantes i flors.

- Casal Vinaixenc. És el casal de la població, el centre on es realitzen activitats recreatives.
- Centre Obrer Republicà "La Dalla". Edifici noucentista protegit com a bé cultural d'interès local.
- Marge del Bessó. Construcció monumental de pedra amb una longitud de 128 metres, una alçada que arriba fins als 4 metres i una superfície total de 400 m².
- Plaça del Mil·lenari. Es troba davant l'edifici senyorial de Cal Tarragó.
- Plaça dels Arbres. És el centre del poble i disposa de zona infantil i antics molins d'oli, un dels quals és dins la gran font d'aigua.
- Plaça del Progrés. És un portal del segle xvi, alhora que era l'accés al recinte emmurallat.
- Plaça de la Font. Es troba a la cruïlla del carrer de Sant Joan, porxo del mateix nom, carrer Major i la Costeta (costa medieval). La base de la font és original de la portada d'aigües de 1910.
- Portal del Forn. Un dels quatre portals que tancaven el poble, on hi havia el forn de Vinaixa durant l'època medieval.
- Ca l'Avià. Disposa d'un molí del segle xix, que funcionava a sang o amb tracció animal.
- Raval de les Flors. Carrer on els exteriors estan plens de flors i plantes.
- Consultori mèdic. El riu Brugosa es va canalitzar per sota els horts i en el seu començament es troba el consultori. Aquest és de pedra i el seu voltant simbolitza les finestres d'un vaixell.
- Plaça de les Garrigues. Situat al costat de les piscines municipals, acull un parc urbà de salut.
- Zona esportiva i d'esbarjo. Espai que acull les piscines municipals i una zona de pícnic amb barbacoa.

## Festes i tradicions
- Festa de Santa Àgueda. L’Associació de Dones “La Ruella” organitza la festa de les dones, amb un àpat col·lectiu acompanyat de música.
- Carnestoltes. El dissabte de Carnaval, la gent disfressada desfila pels carrers del poble i es fa un concurs de disfresses. La festa continua amb un sopar i discomòbil.
- Fira de l'Oli i la Pedra. Últim cap de setmana de març. A la Fira s'hi promocionen els dos productes més preuats i reconeguts del municipi: l'Oli d'Oliva Verge Extra i la Pedra Natural. A aquests dos també s'hi suma la Pedra Seca, reconeguda com a Patrimoni Cultural Immaterial per la UNESCO. Els artesans de la pedra i els productors d'oli mostren la seva feina, juntament amb les associacions del poble. La Fira també mostra altres aspectes interessants de Vinaixa, i es fan exposicions diverses, rutes sobre la història local i tallers, així com actes culturals, parades i un esmorzar popular.
- Setmana Santa. La Parròquia de Sant Joan Baptista organitza els actes de la Setmana Santa, amb la benedicció de Rams a la plaça de la Font, el Via Crucis, la processó de Divendres Sant i els oficis de Dijous Sant, Divendres Sant i Diumenge de Resurrecció.
- Aplec de Sant Bonifaci. El primer dissabte de maig, a la nit se celebra el festival "Sant Bonifaci Rock" vora l'ermita de Sant Bonifaci. L'endemà es fa un aplec popular a l'ermita, que compta amb una missa, una ballada de sardanes i un dinar de germanor.[2]
- Revetlla de Sant Joan. Durant la tarda de la revetlla, la Flama del Canigó arriba a Vinaixa. Seguidament es fa la lectura del manifest, s’encén la foguera i es reparteix coca de Sant Joan. A la nit hi ha un sopar i un castell de focs artificials.
- Setmana Cultural. Durant l’estiu s’organitzen diversos actes festius, esportius, tradicionals i participatius.
- Festa major: Darrer cap de setmana d'agost,[2] en honor del patró de la vila, Sant Joan Baptista. Compta amb un programa d’activitats per a totes les edats.
- Diada Nacional de Catalunya. Durant el matí de la Diada es fa la caminada popular de pujada a la punta del Puig, on es penja una nova senyera.
- Castanyada. La vigília de Tots Sants se celebra una revetlla a la plaça dels Arbres, on es reparteixen castanyes torrades per a tothom.
- Festes de Nadal. Els més petits del poble són els protagonistes de les Festes de Nadal. S’organitzen activitats lúdiques i tradicionals, com anar a buscar el Tió, l'entrega de la carta al patge reial i la cavalcada de Reis.

## Associacions i entitats
- Associació Club Slot Vinaixa
- Associació de Capgrossos, Gegants, Grallers i Tabals de Vinaixa
- Associació de dones La Ruella de Vinaixa
- Associació de famílies d'alumnes de l'Escola Sant Bonifaci
- Associació de joves Corregó
- Associació esportiva excursionista Vinaixa
- Associació Trobadors de la Vall de Vinaixa
- Casal d'avis de Vinaixa
- Futbol sala Vinaixa